# Eugrammodes esquina
Eugrammodes esquina är en fjärilsart som beskrevs av Paul Dognin 1897. Eugrammodes esquina ingår i släktet Eugrammodes och familjen nattflyn. Inga underarter finns listade i Catalogue of Life.